# Samuel Hornostaj
Samuel Hornostaj herbu Hippocentaurus (zm. przed 12 maja 1618 roku) – podkomorzy kijowski w latach 1602–1618, rotmistrz królewski, był wyznawcą kalwinizmu. Rusin.
W 1607 i 1611 roku był posłem na sejm z województwa kijowskiego. Poseł na sejm zwyczajny 1613 roku z województwa kijowskiego.
Żonaty z Teofilą Gorajską  herbu Korczak.